# Melitaea vernetensis
Melitaea vernetensis är en fjärilsart som beskrevs av Rondou 1902. Melitaea vernetensis ingår i släktet Melitaea och familjen praktfjärilar. Inga underarter finns listade i Catalogue of Life.